# Paul Monette
Paul Landry Monette (* 16. Oktober 1945 in Lawrence, Massachusetts; † 10. Februar 1995 in West Hollywood, Kalifornien) war ein US-amerikanischer Autor, Dichter und LGBT-Aktivist.

## Leben
Monette studierte an der Phillips Academy bis 1963 und danach an der Yale University, wo er 1967 graduierte. Nach dem Studium unterrichtete er Englisch an der Milton Academy in Boston und zog dann nach West Hollywood, Kalifornien. Dort lernte er seinen Lebensgefährten, den Rechtsanwalt Roger Horwitz, kennen. Monette schrieb mehrere Bücher und Gedichte. Ab Ende der 1980er thematisierte er insbesondere das Thema AIDS. Sein Borrowed Time: An AIDS Memoir wurde 1989 (in den Kategorien AIDS und Gay men’s nonfiction) und Becoming a Man wurde 1993 mit dem Lambda Literary Award ausgezeichnet. Über das Leben von Monette wurde der Film Paul Monette: On the Brink of Summer's End von Monte Bramer und Lesli Klainberg gedreht.
Am 10. Februar 1995 starb Monette an den Folgen von AIDS.

## Werke (Auswahl)
- 1975: The Carpenter at the Asylum (Poesie), Boston: Little, Brown
- 1978: Taking Care of Mrs. Carroll, Boston: Little, Brown, ISBN 0-316-57821-5
- 1979: The Gold Diggers, Los Angeles, New York, Alyson Classics Library, 1979, ISBN 1-55583-458-2
- 1981: The Long Shot, New York: Avon Books, ISBN 0-380-76828-3
- 1982: Lightfall, Avon Books, ISBN 0-380-81075-1 (Horrorroman) (Cover von Wayne Barlowe)
- 1983: Scarface, Heyne Bücher, ISBN 3-453-01940-7 (Roman)
- 1988: Borrowed Time: An AIDS Memoir, San Diego: Harcourt Brace Jovanovich, ISBN 0-15-113598-3
  - dt.: Geliehene Zeit. Lübbe, Bergisch Gladbach 1990, ISBN 3-404-61183-7
- 1989: Love Alone: Eighteen Elegies for Rog (Poesie), New York: St. Martin’s Press, ISBN 0-312-01472-4
- 1990: Afterlife, New York: Crown Publishers, ISBN 0-517-57339-3
- 1991: Halfway Home, New York: Crown Publishers, ISBN 0-517-58329-1
- 1992: Becoming a Man: Half a Life Story, New York: Harcourt Brace Jovanovich, ISBN 0-15-111519-2
  - dt.: Coming out. Die Geschichte eines halben Lebens. Krüger, Frankfurt am Main 1994, ISBN 3-8105-1243-5
- 1994: Last Watch of the Night (Sammlung von Essays), San Diego: Harcourt Brace Jovanovich, ISBN 0-15-600202-7
- 1995: West of Yesterday, East of Summer: New and Selected Poems, 1973–93, New York: St. Martin’s Press, ISBN 0-312-13616-1
- 1997: Sanctuary, A Tale of Life in the Woods, New York: Scribner, ISBN 0-684-83286-0

## Preise und Auszeichnungen (Auswahl)
- 1992: National Book Award für Becoming a Man: Half a Life Story
- 1992: GLAAD Media Awards

## Film
- 2005:  Virtual Love, Regie: Richard Press[2]

In dem Film, der mit dem Sundance/NHK International Filmmakers Award ausgezeichnet wurde, geht es um die Beziehung von Paul Monette zu einem 15-jährigen Jungen.